# Abara
Abara (アバラ) este un manga de Tsutomu Nihei. A apărut prima dată în magazinul Ultra Jump al editurii Shueisha. Abara înseamnă "coaste" în japoneză. Acesta a fost licențiat pentru traducerea în franceză de Glénat.

## Subiect
Povestea din Abara se desfășoară într-o lume dystopiană, plină de construcții imense. În această lume trăiesc cei numiți Gaunas, ce își pot modela structura osoasă pentru a forma arme și armuri din os în jurul lor printr-o transformare. Transformarea începe în jurul coloanei și apoi formează o armură din straturi. Povestea urmărește un asfel de Gauna cunoscut ca Kudou Denji, deși folosește și Itou Denji ca nume fals. Secvențele de luptă sunt incendiile stradale; baza, unui amestec de arme macabre, și viteză și forță supraumană.